# Nikołaj Pokrowski (1909–1976)
Nikołaj Prokofjewicz Pokrowski (ros. Николай Прокофьевич Покро́вский, ur. 26 kwietnia?/9 maja 1909 we wsi Wagarożskoje w guberni twerskiej, zm. 4 sierpnia 1976 w Mińsku) – radziecki polityk, dowódca partyzancki, Bohater Związku Radzieckiego (1944).

## Życiorys
Rosjanin, w latach 1922–1927 mieszkał i pracował w Leningradzie, a 1927-1929 w mieście Wysznij Wołoczok. Jeden z organizatorów pracowniczej komuny rolniczej „Krasnoarmiejec”, w której był sekretarzem organizacji komsomolskiej. Od 1931 w WKP(b), ukończył szkołę budownictwa radzieckiego i partyjnego w Twerze, w latach 1931-1933 sekretarz odpowiedzialny rejonowego komitetu Komsomołu w obwodzie witebskim, później w obwodzie homelskim. W 1937 i 1940 słuchacz kursów oficerów rezerwy Armii Czerwonej, 1937-1939 studiował w Państwowym Instytucie Pedagogicznym w Mińsku, pracownik Oddziału Zarządzania Organami Komsomolskimi KC Komunistycznej Partii (bolszewików) Białorusi, 1939–1944 sekretarz rejonowego komitetu KP(b)B w obwodzie mińskim. W sierpniu 1941 na bazie grupy aktywu partyjnego z obwodu mińskiego utworzył oddział partyzancki „Białoruś” i został jego dowódcą; miał stopień majora. Na początku oddział zajmował się sabotażem kolejowym (niszczenie torów, wykolejanie pociągów), później podejmował również działania dywersyjne i walki z niemieckimi ekspedycjami przeciwpartyzanckimi; w marcu 1942 oddziałowi udało się usunąć niemiecką administrację z Kliczewa i okolic i przywrócić tam władzę komunistyczną i radzieckie instytucje państwowe. W marcu 1943 oddział został przemianowany na Brygadę „Białoruś”, a Pokrowski mianowany podpułkownikiem, później pułkownikiem. We wrześniu 1943 i w lutym i maju 1944 partyzanci toczyli ciężkie walki z niemieckimi ekspedycjami karnymi. Od 1943 do lipca 1944 N. Pokrowski był członkiem Mińskiego Podziemnego Komitetu Obwodowego KP(b)B. W końcu czerwca 1944 Brygada „Białoruś” (licząca wówczas 1029 ludzi) podjęła działania przeciwko wycofującym się oddziałom niemieckim przed nadejściem frontu Armii Czerwonej; na 3 dni przed przybyciem regularnych jednostek radzieckich wyzwoliła miasto Rudzieńsk. 3 lipca 1944 stoczyła z Niemcami bitwę w rejonie sowchozu „Citwa”, w której Niemcy stracili 270 zabitych i rannych i ponad 300 wziętych do niewoli.
Uchwałą Prezydium Rady Najwyższej ZSRR z 15 sierpnia 1944 „za wzorowe wykonywanie zadań bojowych dowodząc na tyłach przeciwnika i szczególne zasługi w rozwoju ruchu partyzanckiego w Białoruskiej SRR” pułkownik Nikołaj Pokrowski otrzymał tytuł Bohatera ZSRR.
1944-1950 I sekretarz Komitetu Miejskiego KP(b)B w Borysowie, od 18 lutego 1949 do 20 września 1952 członek KC KP(b)B, w 1950 II sekretarz, a od lipca 1950 do 1952 I sekretarz Komitetu Obwodowego KP(b)B w Baranowiczach. 1953-1960 inspektor KC KPB, 1960-1971 kierownik Wydziału I Rady Ministrów Białoruskiej SRR. Deputowany do Rady Najwyższej ZSRR. Pochowany na Cmentarzu Wschodnim w Mińsku.

## Odznaczenia
- Złota Gwiazda Bohatera ZSRR (15 sierpnia 1944)
- Order Lenina (15 sierpnia 1944)
- Order Czerwonego Sztandaru
- Order Czerwonego Sztandaru Pracy
- Medal Partyzantowi Wojny Ojczyźnianej I klasy
- Medal Partyzantowi Wojny Ojczyźnianej II klasy